# Том Скеррітт
Том Скеррітт (англ. Tom Skerritt; 25 серпня 1933) — американський актор.

## Біографія
Том Скеррітт народився 25 серпня 1933 року в місті Детройт, штат Мічиган. Батько Рой — бізнесмен, мати Гелен — домогосподарка. У 1953 році закінчив середню школу Маккензі. Потім навчався в університеті Вейна та Каліфорнійському університеті у Лос-Анджелесі.

## Кар'єра
Том Скеррітт дебютував на екрані у військовій драмі «Війна Ганта» (1962). Більшу частину наступного десятиліття знімався на телебаченні. Його відомі ролі у таких фільмах, як «Військово-польовий госпіталь» (1970), «Чужий» (1979), «Найкращий стрілець» (1986), «Сталеві магнолії» (1989) і «Контакт» (1997). У 1993 році здобув премію «Еммі» у номінації видатний головний актор в драматичному серіалі «Picket Fences».

## Особисте життя
Том Скеррітт був тричі одружений. З 1957 по 1972 рік на Шарлотті Шанкс, народилося троє дітей: Енді (1962), Ерін (1964) і Метт (1969). З 1976 по 1994 рік на Сьюзен Еллен Аран, народився син Колін (1978). З 1998 року одружений з Джулі Токашикі.

## Вибіркова фільмографія
| Рік  |    | Українська назва                    | Оригінальна назва                  | Роль                           |
| ---- | -- | ----------------------------------- | ---------------------------------- | ------------------------------ |
| 1962 | ф  |                                     | War Hunt                           | сержант Стен Шоуолтер          |
| 1964 | ф  |                                     | One Man's Way                      | Леонард Піл                    |
| 1964 | ф  |                                     | Those Calloways                    | Віт Тернер                     |
| 1970 | ф  | Військово-польовий госпіталь        | M*A*S*H                            | Дюк Форрест                    |
| 1971 | ф  | Гарольд і Мод                       | Harold and Maude                   | офіцер поліції                 |
| 1979 | ф  | Чужий                               | Alien                              | Даллас                         |
| 1983 | ф  | Мертва зона                         | The Dead Zone                      | шериф Баннерман                |
| 1986 | ф  | Найкращий стрілець                  | Top Gun                            | командер Майк Меткалф «Гадюка» |
| 1987 | ф  | Покоївка на замовлення              | Maid to Order                      | Чарльз Монтгомері              |
| 1988 | ф  | Полтергейст 3                       | Poltergeist III                    | Брюс Гарднер                   |
| 1989 | ф  | Сталеві магнолії                    | Steel Magnolias                    | Драм Ітентон                   |
| 1990 | ф  | Новачок                             | The Rookie                         | Юджин Акерман                  |
| 1991 | ф  | Дика орхідея 2: Два відтінки смутку | Wild Orchid II: Two Shades of Blue | Гем МакДональд                 |
| 1992 | ф  | Отруйний плющ                       | Poison Ivy                         | Дерріл Купер                   |
| 1992 | ф  | Хід королевою                       | Knight Moves                       | капітан Френк Седман           |
| 1992 | ф  | Там, де тече річка                  | A River Runs Through It            | приподобний Джон Маклін        |
| 1992 | ф  | Одинаки                             | Singles                            | мер Вебер                      |
| 1997 | ф  | Контакт                             | Contact                            | Девід Драмлін                  |
| 1998 | ф  | Димові сигнали                      | Smoke Signals                      | начальник поліції              |
| 2000 | тф | Рівно опівдні                       | High Noon                          | Вілл Кейн                      |
| 2001 | ф  | Техаські рейнджери                  | Texas Rangers                      | Річард Дюкес                   |
| 2002 | тф | Стежкою війни                       | Path to War                        | генерал Вільям Вестморленд     |
| 2003 | ф  | Сльози сонця                        | Tears of the Sun                   | капітан Білл Родос             |
| 2005 | тф | Категорія 7: Кінець світу           | Category 7: The End of the World   | полковник Майк Девіз           |
| 2006 | ф  | Мамонт                              | Mammoth                            | Саймон                         |
| 2009 | ф  | Біла мла                            | Whiteout                           | доктор Джон Ф'юрі              |
| 2010 | ф  |                                     | Redemption Road                    | Санта                          |
| 2012 | ф  | Третій зайвий                       | Ted                                | у ролі самого себе             |
| 2013 | ф  | Міддлтон                            | At Middleton                       | докто Роланд Емерсон           |
| 2014 | ф  | Поле втраченого взуття              | Field of Lost Shoes                | Улісс Грант                    |
| 2016 | ф  | Голограма для короля                | A Hologram for the King            | Рон                            |
| 2017 | ф  |                                     | Lucky                              | Фред                           |
| 2017 | ф  |                                     | Day of Days                        | містер Волтер                  |
| 2021 | ф  |                                     | East of the Mountains              | Бен                            |